# Liste d'élections en 1788
Chronologie des élections
- 1784
- 1785
- 1786
- 1787
- 1788
- 1789
- 1790
- 1791
- 1792

Cet article recense les élections organisées durant l'année 1788.

## Élections nationales en 1788
| Date                                | État             | Élection ou référendum    | Contexte | Résultat |
| ----------------------------------- | ---------------- | ------------------------- | --- | --- |
| 18 août                             | Pologne-Lituanie | Législatives (en)         | | Cette section est vide, insuffisamment détaillée ou incomplète. Votre aide est la bienvenue ! Comment faire ? |
| 30 septembre 1788 - 22 janvier 1789 | États-Unis       | Législatives (Sénat) (en) | | Voir l'article Liste d'élections en 1789.                                                                     |
| 24 novembre 1788 - 5 mars 1789      | États-Unis       | Législatives (chambre)    | Premières élections législatives, consécutives à l'adoption de la Constitution des États-Unis en 1787. Chaque État détermine la date de ses élections, qui se déroulent du 24 novembre 1788 au 5 mars 1789, soit jusqu'à un jour après le premier congrès des États-Unis le 4 mars 1789. Elles coïncident avec l'élection présidentielle. Les règles électorales ne sont pas harmonisées entre les différents États de la fédération. | Voir l'article Liste d'élections en 1789.                                                                     |
| 15 décembre 1788 - 5 mars 1789      | États-Unis       | Présidentielle            | Les règles électorales ne sont pas harmonisées entre les différents États de la fédération ; certains n'organisent pas de scrutin populaire pour la présidentielle. Au total, seule une infime minorité de la population adulte est invitée à participer à l'élection présidentielle. | Voir l'article Liste d'élections en 1789.                                                                     |